# دعاء العديلة
دعاء العديلة دعاء يحتوي ـ بالإضافة إلى التضرّع والدّعاء ـ على مجموعة من معتقدات الشيعة الحقّة، يدعو الإنسان بها ربّه تعالى أن يحفظها له وأن يهبها له بعد الموت حتّى يخرج من موته صحيح المعتقد صحيح الإيمان. وهذا الدّعاء من الأدعية الّتي ذكرت ضمن ما يستحب قراءته عند من يحتضر. قال بعض العلماء -كالميرزا النوري- أنّ هذا الدّعاء ليس مرويّاَ عن الائمة المعصومين فيُقرأ برجاء الثّواب وتثبيت الاعتقاد.

## معنى العديلة
قال فخر المحققين العديلة تقع عند الموت، فإنّه يأتي الشيطان ويعدل الإنسان عند الموت ليخرجه عن الإيمان فيحصل له عقاب النيران، وفي الدعاء قد تعوذ الائمة منها، فإذا أراد الإنسان أن يسلم من هذه الأشياء فليستحضر أدلة الإيمان والأصول الخمس بالأدلة القطعية، ويصفي خاطره ويقول: اللهم يا أرحم الراحمين، إني قد أودعتك يقيني هذا وثبات ديني، وأنت خير مستودع، وقد أمرتنا بحفظ الودائع، فرده علي وقت حضور موتي، ثم يخزي الشيطان ويتعوذ منه بالرحمن، ويودع ذلك الله تعالى، ويسأله أن يردّه عليه وقت حضور موته وعند ذلك يسلم من العديلة عند الموت قطعا.
وقد روى الشيخ الصدوق عن أبي عبد الله أنه قال: «إن الشيطان ليأتي الرجل من أوليائنا عند موته عن يمينه وعن شماله ليضله عما هو عليه، فيأبى الله عز وجل له ذلك، وذلك قول الله عز وجل: {يُثَبِّتُ اللَّهُ الَّذِينَ آمَنُوا بِالْقَوْلِ الثَّابِتِ فِي الْحَيَاةِ الدُّنْيَا وَفِي الآخِرَةِ} ».

## الغرض من قراءة هذا الدعاء
ورد في بعض الأدعية عن أبي عبد الله وكذا الإمام الكاظم مثل هذه الأدعية وتعليم شيعتهم ذلك وبيان خطر الأمر بالنسبة للمعتنقين للمذهب الحق وما هو إلاّ للثبات على الحق.

### متى يُقرأ الدعاء
المرجّح ان يقرأه المؤمن طوال حياته طلباً للثبات على ما هو عليه من اعتقادات صحيحة، وحتى عند الاحتضار يُقرأ عليه إن لم يتمكن هو من القراءة، ومهما أمكن فلتُكرر قراءته.

## سنده والكلام فيه
ذهب الميرزا النوري إلى أنّ هذا الدعاء غير وارد في أدعية المعصومين، ولذا فهو يقول: «وأما دعاء العديلة المعروفة فهو من مؤلفات بعض أهل العلم، ليس بمأثور ولا موجود في كتب حملة الأحاديث» انتهى.
وقال عنه الآغا بزرك الطهراني: "دعاء العديلة المبدو بآية الشهادة إلى {إِنَّ الدِّينَ عِنْدَ اللَّهِ الإسْلامُ} هو من إنشاء بعض العلماء، قد شرح فيه العقائد الحقة مع الإقرار بها والتصديق بأحقيتها، وفصل فيه ما أجمل ذكره في دعاء الوصية والعهد الذي رواه الكليني في الكافي ، انتهى.

## أقسام دعاء العديلة
ذكر صاحب كتاب مفتاح الجنان - والذي لايعلم من هو مؤلفه ـ وقد هذّبه الشيخ عباس القمي وأضاف إليه بعض الأدعية والزيارات المعتبرة - فقد قسمه إلى قسمين:

### دعاء العديلة الصغير
”
«بسم الله الرحمن الرحيم، رضيت بالله ربا وبالإسلام دينا وبمحمد صلى الله عليه وآله نبيا، وبالقرآن الذي أنزل على محمد صلى الله عليه وآله كتابا، وبالكعبة قبلة، وبالصلاة فريضة، وبعلي إماما، وبالحسن والحسين، وعلي بن الحسين، ومحمد بن علي، وجعفر بن محمد، وموسى بن جعفر، وعلي بن موسى، ومحمد بن علي، وعلي بن محمد، والحسن بن علي، ومحمد بن الحسن صاحب العصر والزمان وخليفة الرحمن، سيد الإنس والجان صلوات الله وسلامه عليه وعليهم أجمعين، أئمة وسادة. يا الله يا أرحم الراحمين إني أودعتك يقيني هذا الإقرار بك وبالنبي والأئمة عليهم السلام، وأنت خير مستودع فرده علي وقت سؤال منكر ونكير برحمتك يا أرحم الراحمين، وصلى الله على سيدنا ونبينا محمد وآله الطيبين الطاهرين».
“
وهذا الدعاء هو مقارب لما قد أورده الشيخ الطوسي عن محمد بن سليمان الديلمي قال: سألت أبا عبد الله عليه السلام فقلت له: جُعلت فداك، إن شيعتك تقول إن الإيمان مستقر ومستودع، فعلمني شيئاً إذا أنا قلته استكملت الإيمان، قال عليه السلام: قل في دبر كل الصلاى صلاة فريضة: «رضيت بالله ربا، وبمحمد نبيا، وبالإسلام دينا، وبالقرآن كتابا، وبالكعبة قبلة، وبعلي وليا وإماما، وبالحسن والحسين والأئمة، اللهم إني رضيت بهم أئمة فارضني لهم، إنك على كل شيء قدير».

### دعاء العديلة الكبير
وهو الدعاء المشهور الذي يقرأه الناس والموجود في كتاب مفاتيح الجنان والمبدوء بـ: «شَهِدَ الله أَنَّهُ لا إِلهَ إِلاّ هُوَ وَالمَلائِكَةُ واُولُوا العِلْمِ قائِما بِالقِسْطِ لا إِلهَ إِلاّ هُوَ العَزِيزُ الحَكِيمُ...» والمنتهي بـ: «اللّهُمَّ ياأَرْحَمَ الرَّاحِمِينَ إِنِّي أَوْدَعْتُكَ يَقِينِي هذا وَثَباتَ دِينِي، وَأَنْتَ خَيْرُ مُسْتَوْدَعٍ، وَقَدْ أَمَرْتَنا بِحِفْظِ الوَدائِعِ فَرُدَّهُ عَلَيَّ وَقْتَ حُضُورِ مَوْتِي بِرَحْمَتِكَ ياأَرْحَمَ الرَّاحِمِينَ».

## دعاء العديلة ودعاء الاعتقاد
احتمل العلامة المجلسي أنّ يكون دعاء العديلة هو دعاء الاعتقاد لأحمد بن علي علوية الأصبهاني المعروف بابن الأسود الكاتب المتوفى سنة 320 أو 312 هـ مؤيداً بما ذكره ياقوت الحموي في معجم الأدباء أن للأصبهاني ثمانية كتب في الدعاء وهي من إنشائه.
ولكن هذا الاحتمال يردّه أنّ هناك اختلافاً في اسم كتاب الأصبهاني، فما ذكره المجلسي يتوافق مع ما ذكره الشيخ الطوسي ، أما الشيخ النجاشي فقد ذكر أن اسم كتاب الأصبهاني هو «الاعتقاد في الأدعية» وليس «دعاء الاعتقاد».

## دعاء العديلة من كلام فخر المحققين
قال فخر المحققين وهو ابن العلامة الحلي المتوفى سنة 771 هـ في آخر رسالته إرشاد المسترشدين في أصول الدين:
"ولنختم رسالتنا هذه بمسألة مباركة، وهي أن العديلة عند الموت تقع، فإنه يجيء الشيطان ويعدل الإنسان عند الموت ليخرجه عن الإيمان فيحصل له عقاب النيران، وفي الدعاء قد تعوذ لأئمة (عليهم السلام) منها، فإذا أراد الإنسان أن يسلم من هذه الأشياء فليستحضر أدلة الإيمان والأصول الخمس بالأدلة القطعية، ويصفي خاطره ويخلي سره فيحصل له يقين تام، فيقول عند ذلك:
«اللهم يا أرحم الراحمين، إني قد أودعتك يقيني هذا وثبات ديني، وأنت خير مستودع، وقد أمرتنا بحفظ الودائع فردّه علي وقت حضور موتي»، ثم يخزي الشيطان ويتعوذ منه بالرحمن، ويودع ذلك الله تعالى، ويسأله أن يرده عليه وقت حضور موته، فعند ذلك يسلم من العديلة عند الموت قطعاً.
ويقول أيضاً إذا أراد السلامة من منكر ونكير: لفَظَ الشهادتين والإقرار بالأئمة بيقين صادق، وصفاء خاطر، ثم يقول: «يا الله يا رحمن يا رحيم، أودعتك هذا الإقرار بك وبالنبي صلى الله عليه وآله وسلم والأئمة، وأنت خير مستودع، فردّه علي في القبر عند مساءلة منكر ونكير»، فإنه يسلم من مساءلة منكر ونكير قطعا. انتهى.

## مفاهيم من الدعاء
يبدأ الدعاء بالتوحيد وإثبات وحدانية الله تعالى، وأن الدين الصحيح هو الإسلام فقط، وهو قوله «‌شَهِدَ اللَّهُ أَنَّهُ لا إِلَهَ إِلا هُوَ وَالْمَلائِكَةُ وَأُولُو الْعِلْمِ قَائِماً بِالْقِسْطِ لا إِلَهَ إِلا هُوَ الْعَزِيزُ الْحَكيمُ».
الإقرار بالعبودية لله تعالى في مقابل ما يتفضل به من ألطافه اللاّ محدودة، وهو الذي هيأ الظروف ورفع الموانع للتفرغ لعبادته وأداء الواجبات وترك المحرمات: «‌وَ أَنَا الْعَبْدُ الضَّعِيفُ الْمُذْنِبُ الْعَاصِي الْمُحْتَاجُ الْحَقِيرُ أَشْهَدُ لِمُنْعِمِي وَ خَالِقِي وَ رَازِقِي وَ مُكْرِمِي كَمَا شَهِدَ لِذَاتِهِ وَ شَهِدَتْ لَهُ الْمَلائِكَةُ وَ أُولُوا الْعِلْمِ مِنْ عِبَادِهِ».
الإقرار بالإيمان بالله ورسله وأنه أرسلهم لإقامة العدل، والإيمان بالنبي الخاتم صلى الله عليه وآله وسلم والقرآن النازل عليه، والإيمان بالوصي من بعده المنصوب يوم الغدير، واللإيمان الأئمة واحداً واحداً ومنهم أمام العصر: «‌وَأَشْهَدُ أَنَّ الْأَئِمَّةَ الْأَبْرَارَ وَ الْخُلَفَاءَ الْأَخْيَارَ بَعْدَ الرَّسُولِ الْمُخْتَارِ عَلِيٌّ قَامِعُ الْكُفَّارِ، وَمِنْ بَعْدِهِ سَيِّدُ أَوْلادِهِ الْحَسَنُ بْنُ عَلِيٍّ، ثُمَّ أَخُوهُ السِّبْطُ التَّابِعُ لِمَرْضَاةِ اللَّهِ الْحُسَيْنُ، ثُمَّ الْعَابِدُ عَلِيٌّ، ثُمَّ الْبَاقِرُ مُحَمَّدٌ، ثُمَّ الصَّادِقُ جَعْفَرٌ، ثُمَّ الْكَاظِمُ مُوسَى، ثُمَّ الرِّضَا عَلِيٌّ، ثُمَّ التَّقِيُّ مُحَمَّدٌ، ثُمَّ النَّقِيُّ عَلِيٌّ، ثُمَّ الزَّكِيُّ الْعَسْكَرِيُّ الْحَسَنُ، ثُمَّ الْحُجَّةُ الْخَلَفُ الْقَائِمُ الْمُنْتَظَرُ الْمَهْدِيُّ الْمُرْجَى الَّذِي بِبَقَائِهِ بَقِيَتِ الدُّنْيَا وَ بِيُمْنِهِ رُزِقَ الْوَرَى وَ بِوُجُودِهِ ثَبَتَتِ الْأَرْضُ وَالسَّمَاءُ، وَبِهِ يَمْلَأُ اللَّهُ الْأَرْضَ قِسْطاً وَ عَدْلاً بَعْدَ مَا مُلِئَتْ ظُلْماً وَ جَوْراً».
وفي الختام يستودع كل ما يعتقده عند الله تعالى ويسأله أن يردّها إليه حين الممات . ثم يقر ثانية برضاه بما يعتقده في الله تعالى والنبي والأئمة : «‌رَضِيتُ بِاللَّهِ رَبّا وَ بِمُحَمَّدٍ صَلَّى اللَّهُ عَلَيْهِ وَ آلِهِ نَبِيّا وَ بِالْإِسْلامِ دِينا وَ بِالْقُرْآنِ كِتَابا وَ بِالْكَعْبَةِ قِبْلَةً وَ بِعَلِيٍّ وَلِيّا وَ إِمَاما وَ بِالْحَسَنِ وَ الْحُسَيْنِ وَ عَلِيِّ بْنِ الْحُسَيْنِ وَ مُحَمَّدِ بْنِ عَلِيٍّ وَ جَعْفَرِ بْنِ مُحَمَّدٍ وَ مُوسَى بْنِ جَعْفَرٍ وَ عَلِيِّ بْنِ مُوسَى وَ مُحَمَّدِ بْنِ عَلِيٍّ وَ عَلِيِّ بْنِ مُحَمَّدٍ وَ الْحَسَنِ بْنِ عَلِيٍّ وَ الْحُجَّةِ بْنِ الْحَسَنِ صَلَوَاتُ اللَّهِ عَلَيْهِمْ أَئِمَّةً اللَّهُمَّ إِنِّي رَضِيتُ بِهِمْ أَئِمَّةً فَارْضَنِي لَهُمْ إِنَّكَ عَلَى كُلِّ شَيْءٍ قَدِيرٌ».

## شروح الدعاء
- السعادات النجفية (في شرح دعاء العديلة): للشيخ أسد الله بن محمود الجرفادقاني الملقب (ايزد گشسب).[17]
- شرح دعاء العديلة : فارسي، للميرزا إبراهيم بن الميرزا محمد علي الخراساني السبزواري، المتوفى في حدود سنة 1358 هـ.[18]
- شرح دعاء العديلة : فارسي، للمولى حبيب الله الكاشاني ذكره في فهرس تصانيفه.[18]
- شرح دعاء العديلة : عربي، للمولى حبيب الله الكاشاني ذكره في فهرس تصانيفه.[18]
- شرح دعاء العديلة : : للميرزا عبد الله بن محمد البهباني المتوفى في سنة 1325 هـ.[19]
- شرح دعاء العديلة : للمولى علي خداوردي التبريزي.[18]
- شرح دعاء العديلة : للميرزا محمد الأخباري المقتول سنة 1232 هـ، أورده بتمامه في كتابه (ميزان التميز) الفارسي.[20]

- شرح دعاء العديلة : فارسي، للسيد مصطفى بن السيد هادي بن السيد مهدي ابن السيد دلدار علي النقوي المتوفى في سنة 1323 هـ.[20]

## وصلات خارجية
- استمع لصوت دعاء العديلة
- نص دعاء العديلة